# Пайн-Плейнс (містечко, Нью-Йорк)
Пайн-Плейнс (англ. Pine Plains) — місто (англ. town) в США, в окрузі Дачесс штату Нью-Йорк. Населення — 2218 осіб (2020).

## Демографія
Згідно з переписом 2010 року, у місті мешкали 2473 особи в 1007 домогосподарствах у складі 677 родин. Було 1284 помешкання
Расовий склад населення:
| - 92,6 % — білих - 1,5 % — чорних або афроамериканців - 1,1 % — азіатів - 0,2 % — вихідців з тихоокеанських островів - 0,2 % — корінних американців - 2,7 % — осіб інших рас |

До двох чи більше рас належало 1,8 %. Частка іспаномовних становила 7,0 % від усіх жителів.
За віковим діапазоном населення розподілялося таким чином: 21,1 % — особи молодші 18 років, 62,0 % — особи у віці 18—64 років, 16,9 % — особи у віці 65 років та старші. Медіана віку мешканця становила 44,9 року. На 100 осіб жіночої статі у місті припадало 94,7 чоловіків;  на 100 жінок у віці від 18 років та старших — 93,5 чоловіків також старших 18 років.
Середній дохід на одне домашнє господарство  становив 83 586 доларів США (медіана — 56 912), а середній дохід на одну сім'ю — 103 416 доларів (медіана — 76 125). Медіана доходів становила 55 625 доларів для чоловіків та 36 694 долари для жінок. За межею бідності перебувало 13,6 % осіб, у тому числі 18,5 % дітей у віці до 18 років та 2,7 % осіб у віці 65 років та старших.
Цивільне працевлаштоване населення становило 1210 осіб. Основні галузі зайнятості: освіта, охорона здоров'я та соціальна допомога — 23,4 %, сільське господарство, лісництво, риболовля — 11,0 %, науковці, спеціалісти, менеджери — 10,7 %.